# 黎念
黎念（越南语：／；？—1485年），越南後黎朝大臣、將領。
黎念是後黎朝開國功臣黎來之孫。在黎聖宗在位期間，他擔任太保，封祈郡公。1468年，越南大舉進攻瀾滄王國，他參加了這次戰爭。此後，在1471年，黎聖宗決定入侵占城。他與丁列一起率領水軍十萬先行擊敗了占城軍。洪德二十七年（1496年），黎聖宗追封其為太傅、靖國公。